# Корчинський Дмитро Олександрович
Дмитро Олександрович Корчи́нський (нар. 22 січня 1964, Київ) — український політик, громадський діяч, письменник, та журналіст-телеведучий, публіцист. Сам себе називає професійним провокатором, філософом та народним будителем.
Засновник та беззмінний лідер політичної партії «Братство», що себе репрезентує як: «Партія Ісуса Христа, Націонал-Християнська Мережа — революційна християнська спільнота». Співзасновник УНА-УНСО. Кандидат в президенти України 2004 (0,17 %, 10 місце).

## Освіта
- 1981 — закінчив школу № 206 Києва
- 1982—1984 — два роки навчався в Київському інституті харчової промисловості (факультет промислової теплоенергетики)[3]
- 1987 — один рік навчався в Київському національному університеті імені Т.Г. Шевченка (історичний факультет)[4]

## Діяльність

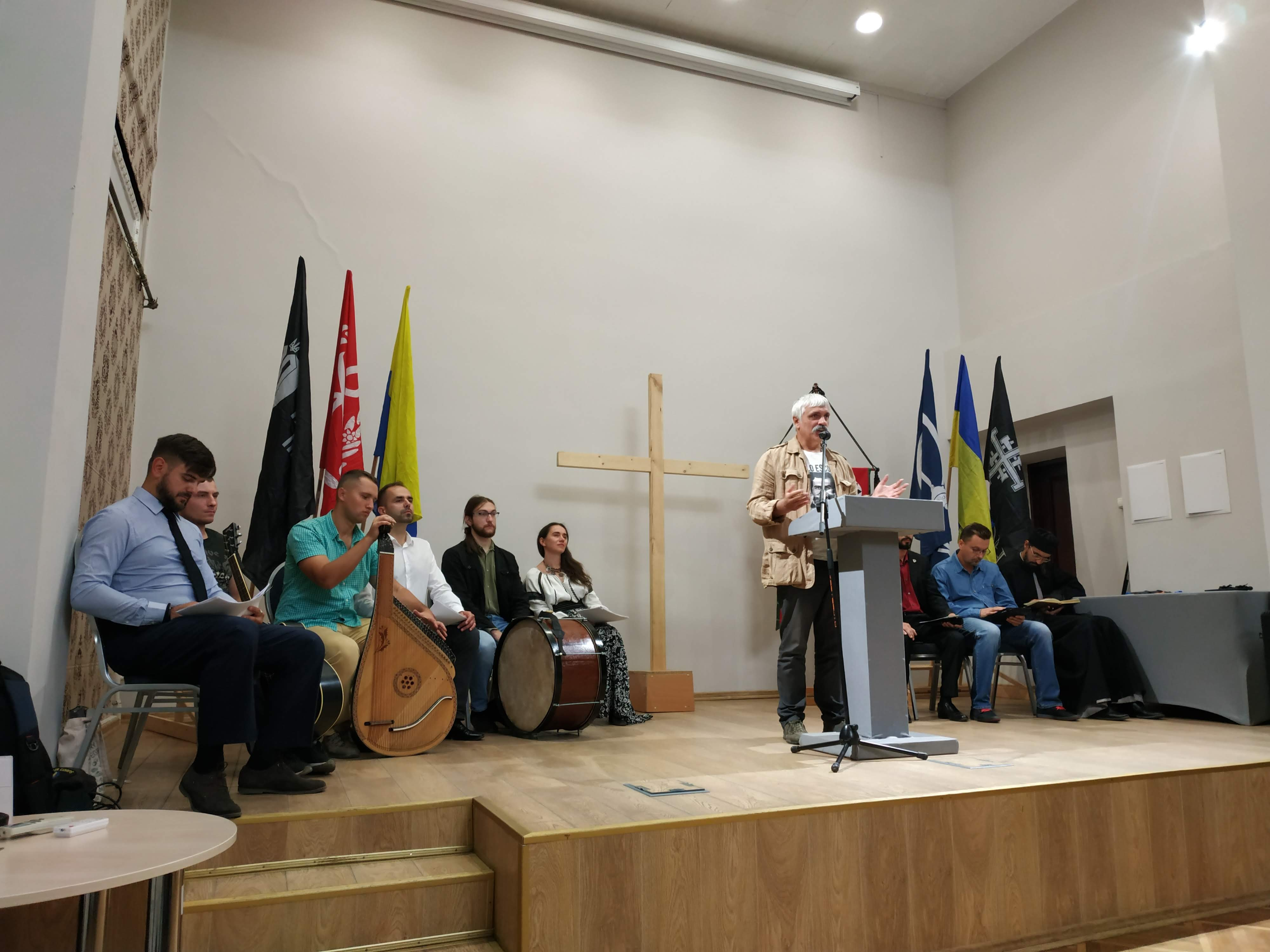
Корчинський на «Еклезії». 2019 рік

Дмитро Корчинський відомий своїми п'єсами, прозою та радикальною громадянською позицією. 
Учасник численних збройних конфліктів за межами України (Придністров'я, Югославія, Чечня, Грузія).

### Політична діяльність
З часів заснування у 2004 році правоцентристсько партії «Братство» деякі українські журналісти стверджували нібито «Братство» Корчинського це проєкт Москви, який фінансується представником інтересів Росії в Україні Віктором Медведчуком., Однак, сам Корчинський завжди заперечував звинувачення журналістів «у фінансуванні його проєктів Москвою» й вказував самого себе як основне джерело фінансування партії «Братство»; так у 2019 в інтерв'ю журналістці Яніні Соколовій він заявив «що фінансує партію Братство коштом своїх кишенькових заощадженнях на сніданках», бо як він згодом роз'яснив «партія Братство — це дуже маленька організація яка не потребує значних фінансових вливань».

#### 1980—2000 роки
- 1985—1987 — служба в Радянській армії.[11]
- 1987—1988 — учасник громадського об'єднання «Українська Гельсінська спілка» (УГС), студентських опозиційних об'єднань «Український культурологічний клуб», «Громада».[12]
- 1989 — один із фундаторів і керівників «Спілки незалежної української молоді» (СНУМ). Брав участь в організації перших масових антикомуністичних акцій у Києві: екологічні, антивоєнні мітинги. Неодноразово затримувався і піддавався адміністративному арешту за політичну активність.
- 1990 — один із засновників і лідерів громадської організації «Українська міжпартійна асамблея» (згодом — «Українська національна асамблея» (УНА). Брав участь у заснуванні «Української народної самооборони» (УНСО). Учасник локальних конфліктів з політичних мотивів (Придністров'я, Абхазія, Чечня). Засновник радикальної організації «Щит Батьківщини».
- 1992 — брав участь у війні в Придністров'ї на стороні сепаратистів[13].
- 1998 — організатор серії акцій в Одесі на захист місцевого самоврядування.
- Засновник і Президент громадської організації «Інститут проблем регіональної політики і сучасної політології» (від 1999).

#### 2000—2012 роки

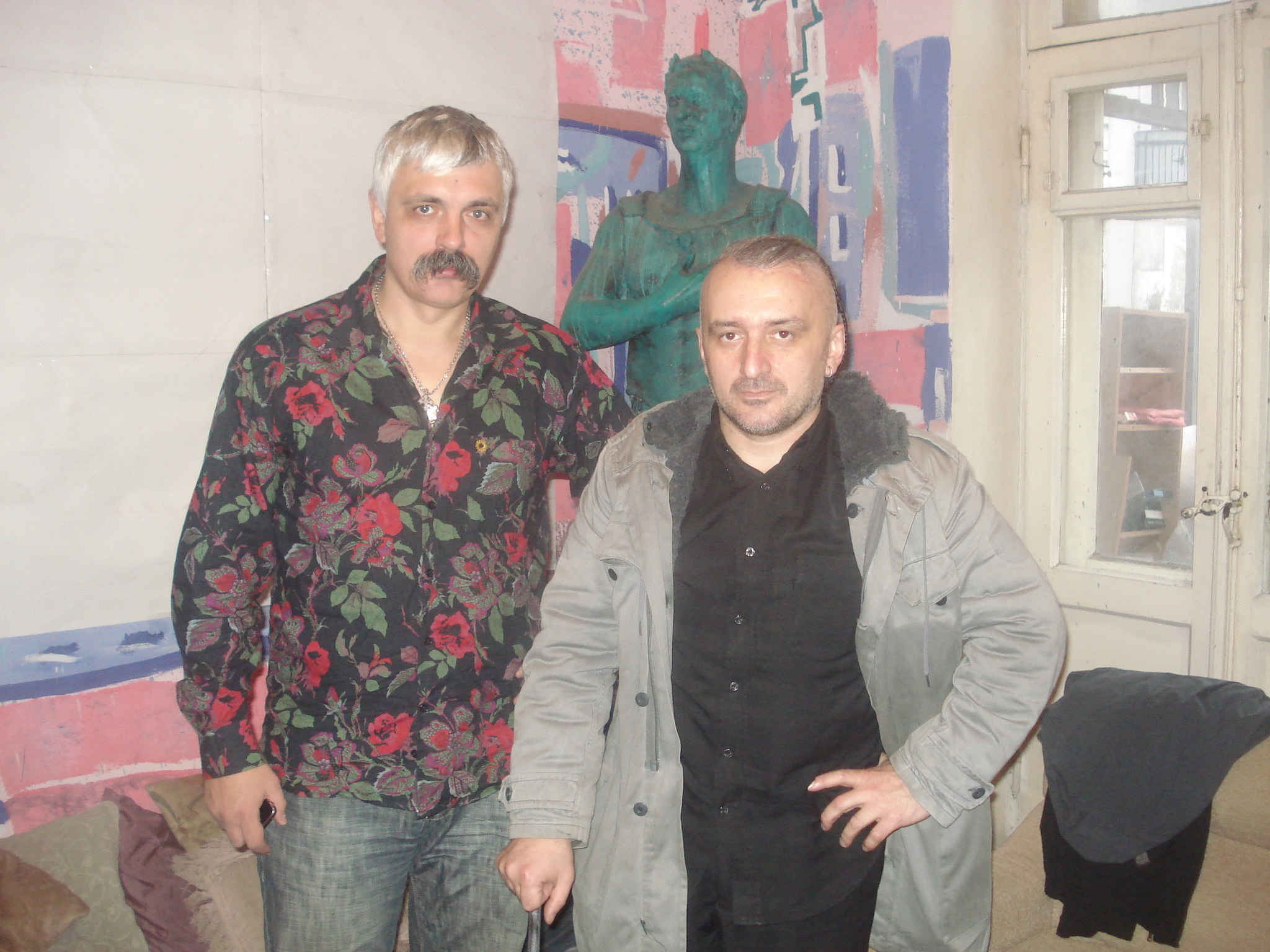
З Аркадієм Поважним

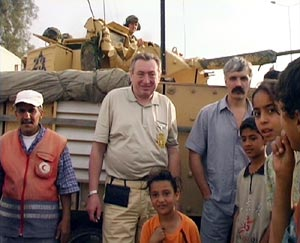
З мером Одеси Едуардом Гурвіцем

З УНА-УНСО був виключений, однак сам Дмитро Корчинський стверджує, що покинув організацію за власною ініціативою. 2002 року заснував політичну партію «Братство». Організатор акцій «Братства» у Києві та Одесі.
Під час акцій «Україна без Кучми» підтримував Юлію Тимошенко.
У 2001—2004 роках — ведучий телепрограм «Pro et contra» (ТЕТ), «Подвійний доказ» та «Проте» («1+1»).

#### Президентські вибори 2004
У президентських виборах 2004 року Дмитро Корчинський брав участь як кандидат. Подавати документи на реєстрацію до Центральної виборчої комісії приїхав на бронетранспортері (орендованому на кіностудії ім. Довженка).
Після першого туру став на бік Віктора Януковича. В інтерв'ю Андрієві Шевченку пояснив свою позицію щодо Ющенка:
|  | Тому що це найбільша ілюзія. Він найбільш небезпечний, тому що крім всього, що він представляє бюрократичну верхівку, він є іще ілюзією. Ця влада нам говорить – ви незадоволені життям, не треба будувати барикаду, не виходьте бунтувати. Навпаки, проголосуйте за опозицію. Якого класного, солодкого Ющенка ми вам підтасували тут. Оце, оце позиція влади. Нам не подобається солодка підстава. Потрібно, щоб люди зрозуміли – сподівань немає. Стіна. Все. Якщо вам не подобається, ідіть до нас в страйком. Не йдіть голосувати за Ющенка. |

#### Співробітництво з Міжнародним Євразійським Рухом
Після перемоги Віктора Ющенка «Братство» Корчинського об'єдналося з ідеологічно чужою Прогресивно-соціалістичною партією Наталії Вітренко та виступало проти руху нової влади до НАТО та зближення із США та ЄС. За словами Корчинського, до їх новоутвореної опозиції мали приєднатися Партія регіонів та СДПУ(о).
Разом з Олександром Дугіним та Наталією Вітренко входив до Вищої Ради «Міжнародного Євразійського Руху».
17 лютого 2005 року на спільній пресконференції з Дугіним, що відбулася РИА Новости заявив:

Брюссельские чиновники и американские генералы уже отработали свои методы в Сербии, Грузии и Украине. Вслед за ними последуют Молдавия, Армения и Киргизия. Россия неминуемо будет подвергнута их методам и обязана противостоять. Евразия должна объединиться для борьбы с «оранжевым» врагом.

21 вересня 2005 року на мітингу Євразійського молодіжного союзу в Москві присвяченого 625-річчю Куликовської битви, Корчинський закликав до війни:

Те, кто сегодня ещё способны на битву, должны заявить, как когда-то Дмитрий Донской, что свобода — выше торговли, что война — выше чем мир. И сегодня, когда мы находимся в растерянности, и не знаем, что делать — мы должны делать шаг вперёд. Мы верим, что очень близко то время, когда митинги перестроятся в батальоны. И тогда война будет начата. Это будет короткая победоносная война за свободу, потому что мы стоим на плечах великих предков, потому что мы родим великих потомков, потому что мы верим в будущее, которое не остановить никому. Время пришло! Мы победим!

У жовтні 2007 року «Братство» Дмитра Корчинського з прикрістю оголосило про припинення співпраці МЄР, через акт вандалізму на Говерлі вчинений Євразійським молодіжним союзом
У 2009—2010 роках — ведучий телепрограми «Четверта влада» (ТРК Київ).

#### 2013—2014 роки (Євромайдан)
30 листопада 2013 року, під час протестів Євромайдану, на офіційному сайті Всеукраїнської політичної партії «Братство» був опублікований заклик «Всі — на повстання!». Зранку 1 грудня Корчинський також закликав до «Хрестового походу на Банкову».
Того ж дня, за попереднім повідомленням МВС, понад 300 «радикально налаштованих» членів організації «Братство», на чолі з Корчинським, брали участь у спробі «штурму» Адміністрації Президента, в ході якого заворушники кидали в міліцію каміння, бруківку, димові та вогняні шашки (фаєри), два коктейлі Молотова, петарди, застосовували сльозогінний газ, били міліціонерів кийками та ланцюгом, а також намагалися відтіснити кордон міліції навантажувачем Longgong CDM833 (який у ЗМІ називали «бульдозером»)", після чого втік до Росії.
На той час опозиційні політики називали штурм провокацією, вигідною для провладних та проросійських сил. Сам Корчинський, який був присутнім при штурмі (на одній зі світлин видно, що він стоїть на навантажувачі в центрі штурму), заперечував свою причетність до його організації, однак назвав заворушників «найкращими людьми, кращою частиною української молоді». Незабаром МВС повідомило, що Дмитра Корчинського нема серед підозрюваних в організації сутички.
Але вже 5 грудня київська прокуратура оголосила підозру за ст. 294 Кримінального кодексу України щодо організації масових заворушень на Банковій 1 грудня. Корчинського оголошено в розшук. Згідно з даними ТСН він одразу ж після штурму на Банковій виїхав за кордон.

15 грудня 2013, згідно з заявою начальника Департаменту карного розшуку Василя Паскала, Корчинський був оголошений в міжнародний розшук:
Я впевнений, що найближчим часом місцезнаходження цієї особи буде встановлено... Також у нас є інформація, що окремі члени організації Корчинського — це 15 осіб, проживали у нього в офісі, він використовував цих осіб під час проведення найбільш радикально налаштованих акцій.
 Проте на сайті Інтерполу прізвище Корчинського виявити не вдалося.
Такі організатори (сутичок), як Корчинський, на сьогодні перебувають за кордоном,— начальник Головного слідчого управління МВС Микола Чинчін
 Він відзначив, що Корчинський має можливість ховатися від слідства за кордоном, а молоді хлопці, які під його керівництвом чинили безлади, перебувають в Україні і будуть нести карну відповідальність.
5 лютого 2014 року Дмитро Корчинський був затриманий у Ізраїлі, але у МВС України його терміново зняли з міжнародного розшуку і передали документи в Ізраїль. Після цього лідера Братства відпустили. 6 лютого він заявив про намір «з вірою у благодатність амністії» повернутися до України.
В грудні 2014 року дав інтерв'ю телевізійній програмі «Секретні матеріали» з приводу активістів Євромайдану. Які вимагали розслідування військових злочинів скоєних спеціальними підрозділами російських сил проти активістів Євромайдану. Серед активістів, про яких давав експертну оцінку Дмитро Корчинський був покійний Роман Тарасович Ратушний.

#### 2014—2016 роки
Після початку російсько-української війни одним з перших оголосив про початок спротиву окупантам, воював другим номером гранатометника в складі добровольчого спецбатальйону МВС Свята Марія до 2016 року.[джерело?]

#### 2016— донині
2016 року під керівництвом Дмитра Корчинського створено інтернет-канал «Всесвітньо-Броварське Телебачення». Пізніше він повідомив, що цей канал заблокував Ґуґл на вимогу заявників із РФ.
З 2019 виступає на міжконфесійних молитовних зборах християн «Еклезія».
Після виборів президента Корчинський відкрито критикує Зеленського.
У жовтні 2019 року нагороджений церковною нагородою від митрополита Олександра (Драбинка).

#### 2022
24 лютого 2022 року, після початку російського вторгнення, Дмитро Корчинський оголосив про створення добровольчого батальйону «Братство». В березні батальйон «Братство» брав участі у визволенні селищ і сіл на лівому березі Київщини.
В грудні 2022 стало відомо про загибель чотирьох військових батальйону «Братства» під час диверсійних заходів на території Брянської області .
2024
8 вересня у прямому ефірі телеканалу «НТА» запропонував заборонити дітям виїжджати за кордон: "Необхідно обмежити виїзд не лише для військовозобов’язаних чоловіків, а й навіть для дітей. Діти мають зростати у ненависті до ворога, вони не повинні вчити німецьку, польську, мають рости під звуки повітряної тривоги, ходити на похорони військових."

## Літературна діяльність
Корчинський є автором ряду філософсько-політологічних есе та посібників, зокрема посібника із сучасної політології «Війна у натовпі» (1997; 1999, 2020) та «Авторитарна альтернатива» (1998). Після виходу посібника «Авторитарна альтернатива» у 1998 році Інститут проблем регіональної політики та сучасної політології (президентом якої є сам автор) рекомендував цей посібник не лише студентам та викладачам університетів, а й держслужбовцям, та курсантам та офіцерам Збройних Сил України.
Корчинський також є автором поетичної збірки «Філософія смути» (1998, 2003, 2013) та прозово-поетичного кобзаря «Революція от кутюр» (2004). Окрім поезії, Корчинський є знаним українським романістом та драматургом: він є автором романів «Сяючий шлях» (2016), «Естетика жебрацтва» (2018), «Прочани вночі» (2019) та «Протоколи загублених снів» (2020), а також п'єс «Посттравматична рапсодія» (2016), «Віденська кава» (2018), та «В. О. П.» (2019).

### Есе
- «Революція спільнот» (Київ: б/в; 1996 ISBN відсутній)
- «Викликаю вогонь на себе» (Київ: б/в; 1998; ISBN 966-558-008-6)
- «Це і Воно» (Київ: б/в; 2001; ISBN відсутній)[53]

### Посібники
- «Війна в натовпі: Наш досвід політичного насильства» (Київ: б/в; 1997 ISBN відсутній)
  - (2-ге вид., доповнене) «Війна у натовпі» (Київ: Амадей. 1999. ISBN 966-95281-5-1)
  - (3-тє вид., доповнене) «Війна у натовпі» (Київ: Zалізний тато. 2020. ISBN 978-617-7653-17-1)
- «Авторитарна альтернатива» (Київ: Інститут проблем регіональної політики та сучасної політології. 1998; ISBN 966-558-008-6)

### Поетичні збірки
- «Філософія смути» (Київ: б/в; 1998; ISBN відсутній)
  - (2-ге вид., доповнене) «Філософія смути» (Київ: Зелений пес; 2003; ISBN 966-7831-43-4)
  - (3-тє вид., доповнене) «Філософія смути» (Київ: Крок; 2013; ISBN 978-617-692-123-3)
  - «Філософія смути» (Київ: Zалізний тато; 2022; ISBN 9978-617-8214-02-9)
- «Поезії» (Улан-Уде: Дацан Іволгіньски; 2000; ISBN відсутній)
- «Революція от кутюр» (Київ: Грот; 2004; ISBN 966-95891-3-4)

### П'єси
- «Посттравматична рапсодія» (2016)
- «Віденська кава» (2018, одноіменний фільм 2022 р.)
- «В. О. П.» (2019)
- збірка п'єс «Три п'єси»: «Постравматична рапсодія», «Взводний опорний пункт» (В. О. П.) та «Віденська кава» (Київ: Zалізний тато; 2019; ISBN 978-617-7653-11-9)
- «Після» (2020)
- «Колаборант» (2022)
- «НІЧ» (2023)

### Романи
- «Сяючий шлях» (Київ: Самміт-книга; 2016; ISBN 978-617-7350-33-9)[54]
  - (2-ге вид.) «Сяючий шлях» (Київ: Zалізний тато; 2020)
- «Естетика жебрацтва» (Київ: Zалізний тато; 2018; ISBN 978-617-7653-05-8)[55]
  - (2-ге вид.) «Естетика жебрацтва» (Київ: Zалізний тато; 2020)
- «Прочани вночі» (Київ: Zалізний тато; 2019; ISBN 978-617-7653-10-2)[56]
- «Протоколи загублених снів» (Київ: Zалізний тато; 2020; ISBN 978-617-7653-23-2)[57]

## Релігійні, філософські та політичні погляди
За політичними вподобаннями Корчинський вважає себе прихильником націоналістичних поглядів. Серед релігійних переконань Корчинський вважає себе прихильником християнських поглядів. Він є прихильником християнської революції і великим пошановувачем хрестопоходів. У філософії Корчинський вважає себе прихильником давньогрецьких філософських поглядів. Загалом, Корчинський вважає себе насамперед філософом і вже опісля політиком та літератором. Корчинський загалом є великим пошановувачем філософії, й окрім іншого, неодноразово закликав українців створювати «філософські гуртки». Саме тому сам Корчинський у 2020 році також створив філософську школу у Києві під назвою «Neoplatonik», у якій він з 2020 року викладає разом з іншим українським філософом Сергієм Форкошем.
На виборах Президента України 2019 року Корчинський висловив підтримку Петру Порошенку.

## Родина
- Батько — Олександр Анатолійович (*1939), науковий співробітник Інституту технічної теплофізики НАН України;
- Мати — Людмила Василівна (1939), інженер, на пенсії;
- Дружина — Оксана Анатоліївна (1970) — народний депутат ВРУ VIII скликання від Радикальної партії Ляшка;
- Діти: син — Данило (1990).